# Kanton Ženeva
| Republika i kanton Ženeva République et Canton de Genève |                   |
| \| Grb kantona \|                                        |                   |
| Položaj u Švicarskoj                                     |                   |
|                                                          |                   |
| Podaci                                                   |                   |
| Glavni grad                                              | Ženeva            |
| Pristupanje konfederaciji                                | 1815..            |
| Skraćenica                                               | GE                |
| Stanovništvo                                             | 453.241 stan.     |
| Popis                                                    | 2009.             |
| Površina                                                 | 282 km²           |
| Gustoća                                                  | 453.241 stan./km² |
| Br. općina                                               | 45                |
| Jezici                                                   | francuski         |
| Zemljovid kantona                                        |                   |
|                                                          |                   |
| Grb kantona                                              |                   |

Kanton Ženeva (kratica GE, fr. République et Canton de Genève) je kanton na krajnjem jugozapadu Švicarske. Glavni grad kantona je Ženeva. 

## Prirodne odlike
Kanton Ženeva se nalazi na zapadnoj obali Ženevskog jezera, na mjestu gdje iz njega istječe rijeka Rona. Obuhvaća grad Ženevu i njezino bliže zaleđe. S gotovo svih strana okružen teritorijom Francuske. Od švicarskih kantona, dodiruje se samo kratkom granicom s kantonom Vo. Najviši vrh je na 516 metara. Površina kantona je 282 kilometara četvornih.

## Povijest
Kanton Ženeva je jedan od kantona koji su se najkasnije pridružili Švicarskoj konfederaciji. To se dogodilo 1815. g., poslije Bečkog kongresa. Kao i neki drugi kantoni, kanton Ženeva sebe smatra zasebnom republikom.

## Stanovništvo i naselja
Kanton Ženeva je imao 453.241 stanovnika 2009. g.
U kantonu Ženeva govori se francuski jezik. Kanton je kao kolijevka kalvinizma i dalje službeno protestantski, iako danas u njemu živi više rimokatolika. Geneva je veoma kozmopolitski grad i sjedište mnogih međunarodnih ustanova. Stranci čine 37,42% stanovništva.
Jedini "pravi" grad je Ženeva, dok su sva ostala naselja njena predgrađa. Od njih najveća naselja su vjernije, Lansi i Meren. 

## Gospodarstvo
Gospodarstvo se temelji na trgovini i financijskim uslugama. 

## Vanjske poveznice
- http://www.ge.ch/